# Roßdorf (Hessen)
Roßdorf er en kommune i Kreis Darmstadt-Dieburg med venskabsbyerne
- Roßdorf, Thüringen, Tyskland
- Lichtentanne, Landkreis Zwickau, Tyskland
- Vösendorf, Østrig
- Reggello, Italien
- Benátky nad Jizerou, Tjekkiet
- Kindberg, Østrig

## Kommunalvalg 2011
| Parti                 | Procent |
| --------------------- | ------- |
| SPD                   | 49,7    |
| CDU                   | 23,6    |
| Bündnis 90/Die Grünen | 22,4    |
| FDP                   | 4,3     |